# 騷動音樂
《騷動音樂》是香港電台第二台的音樂節目，逢星期一至五下午五點至七點播放。主持為波盛及彬臣。
此節目於2009年7月4日首播，節目會與TeenPower聯播。

## 節目起源
太陽計劃2009中，為了鼓勵全港市民愛香港、撐廣東歌，香港電台策動「我愛廣東歌」活動，同時推出全新音樂節目「騷動音樂」推廣中文流行音樂。

## 播放時間及主持沿革
2009年7月4日至2018年4月14日，逢星期六晚上十時至凌晨十二時播放，由梁德輝（Eric）主持。
2018年4月16日至2019年3月29日，此節目改為逢星期一至五晚上八點至十點播放，並由梁德輝（Eric）及加入閆擎主持。
2019年4月1日至2020年10月16日，因香港電台中文台改革節目，播放時間改爲逢星期一至五下午三點至五點。繼續由梁德輝（Eric）及閆擎主持
2020年10月19日開始，因香港電台第二台再次改革節目，此節目改為星期一至五下午五點至七點播放，主持人改為閆擎、波盛。
2021年3月22日，主持人閆擎逝世，節目續由波盛主持。
2021年3月29日，彬臣加入，節目由波盛及彬臣主持。

## 音樂類型
《騷動音樂》是以播放廣東歌為主打；節目亦會訪問時下歌手製作音樂的各種苦與樂。
於2020年加入新主持後，節目增加了不少環節，如主持會推介EDM歌曲等等，亦有一些環節會與聽眾互動。
2022年9月9號開始改用由潘宇謙和JNYBeatz共同創作的全新Jingle，由潘宇謙填詞及主唱。

## 舉辦活動
- 騷動音樂會第一次音樂會 （2009年11月8日；嘉賓：古巨基，衛蘭，鍾舒漫）
- 騷動音樂：用音樂為日本地震災民送上祝福 （2011年3月29日；嘉賓：方大同，薛凱琪，G.E.M.）
- 特備節目：《閆擎紀念特輯》

## 外部連結
- 騷動音樂節目網頁 （页面存档备份，存于）
- 騷動音樂的Facebook專頁

| 前一節目： 三五成群 | 香港電台第二台節目 星期一至星期五下午5時至7時 | 下一節目： Albert Au 區瑞強 |